# 何娟
何娟（1970年10月8日—），出生于四川省彭县（今彭州市），居住在四川省成都市，旅行社导游、领队，是维权人士幸清贤的妻子。
2015年10月6日，幸清贤、唐志顺、包卓轩（王宇、包龙军之子）在缅甸被中国政府跨境抓捕。据警方调查，何娟在参与这件事情之前，已经在境外组织的帮助下，将自己的家人安排到了国外。作为交换条件，将王宇的儿子偷渡出境，就成了她必须完成的任务。
2015年10月8日，成都市公安局北巷子派出所受内蒙古乌兰浩特公安局委托到幸清贤。2015年10月9日，何娟离开中国，前往老挝，转至泰国曼谷，于10月12日，何娟辗转到达美国旧金山，并在机场接受了自由亚洲的采访，呼吁中国政府释放幸清贤等。